# Bobby Whitlock
Robert Bobby Whitlock (Memphis, Tennessee,18 de marzo de 1948-Texas, 10 de agosto de 2025) fue un compositor y músico estadounidense, conocido por ser miembro de Derek and the Dominos.

## Biografía
Criado en Memphis, Tennessee, Whitlock empezó su carrera musical siendo un adolescente, como pianista de sesión para la legendaria Stax Studios. Muy pronto, Delaney Bramlett y Bonnie Bramlett, que formaban la banda Delaney, Bonnie & Friends, escucharon a Whitlock tocar en un club y le invitaron a unirse a la banda como teclista. Whitlock aparece en el primer álbum en solitario de Eric Clapton de 1970. Su amistad con Clapton dio comienzo cuando Whitlock salió de gira con Clapton.
Después de que el resto de la banda se fuera a unir a Mad Dogs and Englishmen con Joe Cocker, Whitlock siguió colaborando con Clapton en Inglaterra. Tocaron juntos como músicos de sesión, como en el álbum All Things Must Pass de George Harrison, donde ambos hicieron los coros (bajo el seudónimo de "O'Hara Smith Singers"). Aunque no aparece en los créditos del álbum, Whitlock colaboró tocando el órgano y el piano en varias de las canciones.
Whitlock aparece como autor o coautor en seis de las canciones de Layla and Other Assorted Love Songs. Clapton y él tenían amistad y componían juntos a la guitarra. Durante la grabación, la cinta no dejó de grabar durante todo el álbum, con la excepción de "Key to the Highway". Whitlock explica que por eso se oye este tema entrar con paulatina subida de volumen.
Whitlock, después de la disolución de la banda, se marchó a Irlanda, donde vivió muchos años, llegando a tener una buena amistad con el cantante Donovan. Allí, tuvo su propio programa de televisión. Al regresar a los Estados Unidos, se financió su primera gira y ha vuelto a la escena musical.
Editó en los años 1970 cuatro álbumes en solitarios: El primero, homónimo, salió en 1972. El segundo, Raw Velvet incluía a Eric Clapton y Rick Vito en "Dearest I Wonder". Después del álbum Rock Your Sox Off de 1976, Whitlock estuvo muy parado en los años 1980 y 1990, viviendo en una granja en Misisipi, criando a sus hijos, y trabajando como músico de sesión.
En 1999, Bobby Whitlock volvió a la música con It's About Time y en 2000 apareció en el programa de la BBC, "Jools Holland" junto a Clapton. En 2001, Whitlock y CoCo Carmel colaboraron en Other Assorted Love Songs, que consistía básicamente en las canciones de Whitlock del álbum de Derek and the Dominos. Whitlock y Carmel viven en Austin, Tejas y han girado juntos por todo el mundo. Su último álbum, Lovers, cuenta con Eric Johnson, David Grissom y Stephen Bruton tocando la guitarra, Brannen Temple en la batería y James Fenner en la percusión. Como artista invitado aparece Willie Nelson. Bobby Whitlock sigue componiendo y ha tenido varios éxitos, entre ellos Ray Charles (Slip Away), Tom Jones (This Time There Won't Be No Next Time), y George Jones (He's Not Entitled to your Love). Muchos artistas han tocado sus canciones, incluyendo a Sheryl Crow (Keep on Growin) y Derek Trucks (Anyday).

## Discografía
- Bobby Whitlock (1972)
- Raw Velvet (1972)
- One of a Kind (1975)
- Rock Your Sox Off (1976)
- It's About Time (1999)
- Other Assorted Love Songs, Live from Whitney Chapel (Bobby Whitlock and CoCo Carmel) (2003)
- Lovers - edición : 14 de febrero de 2008